# Распашное
Распашное (укр. Розпашне) — село,
Василевский сельский совет,
Чутовский район,
Полтавская область,
Украина.
Код КОАТУУ — 5325480303. Население по переписи 2001 года составляло 353 человека.

## Географическое положение
Село Распашное примыкает к селу Василевка.
По селу протекает пересыхающий ручей с запрудой.